# Municipio de Spalding (Minnesota)
El municipio de Spalding (en inglés: Spalding Township) es un municipio ubicado en el condado de Aitkin en el estado estadounidense de Minnesota. En el año 2010 tenía una población de 329 habitantes y una densidad poblacional de 3,42 personas por km².

## Geografía
El municipio de Spalding se encuentra ubicado en las coordenadas 46°32′58″N 93°13′53″O / 46.54944, -93.23139. Según la Oficina del Censo de los Estados Unidos, el municipio tiene una superficie total de 96.26 km², de la cual 95,38 km² corresponden a tierra firme y (0,91 %) 0,87 km² es agua.

## Demografía
Según el censo de 2010, había 329 personas residiendo en el municipio de Spalding. La densidad de población era de 3,42 hab./km². De los 329 habitantes, el municipio de Spalding estaba compuesto por el 52,28 % blancos, el 41,34 % eran amerindios, el 0,3 % eran de otras razas y el 6,08 % eran de una mezcla de razas. Del total de la población el 3,65 % eran hispanos o latinos de cualquier raza.